# Elephantulus myurus
Elephantulus myurus é uma espécie de musaranho-elefante da família Macroscelididae. Pode ser encontrada na África do Sul, Zimbábue, Botsuana e Moçambique.